# Goethes Erben
Goethes Erben — немецкая музыкальная группа с трудно определяемым стилем. Группа исполняет свою музыку в стилях дарквейв, готик-рок, а также сделала несколько постановок своих выступлений в стиле theatrical music.

## История группы
В январе 1989 года Освальд Хенке и Питер Сайпт основали свой первый музыкальный проект, назвав его «Наследием Гёте» (Goethes Erben). В идею проекта была положена мысль о музыкальном театре, в котором ключевое место уделялось бы немецкому разговорному слову.
После двухлетних попыток по выпуску своего первого альбома, после записи демонстрационных лент и одной кассеты с концертной записью, Питер Сайпт принимает решение покинуть дуэт и сосредоточиться на собственном проекте The Seer.
После недолгого пребывания в поисках других участников проекта, в феврале 1991 года входят Минди Кумбалек (клавиши, ударные, саксофон) и Конни Р. (гитары). Таким образом воссозданная группа записывает свой первый альбом «Das Sterben ist asthetisch bunt», который выходит в феврале 1992 года на Гамбургской звукозаписывающей компании «Dark Star».
После ухода Конни Р. из группы выходит второй альбом — «Der Traum an die Erinnerung». За выпуском альбома последовал тур по Германии, в котором ненадолго Питер Сайпт присоединился к группе в качестве сессионного музыканта.
С осени 1992 года Трой становится постоянным членом группы и её духовным и идейным лидером. В конце 1992 года Goethes Erben выступает на «Dark X-Mas festivals» в Гамбурге и Бонне. На этом же фестивале был представлен их мини-диск «Die Brut», официально вышедший в январе 1993 года.
Весной — летом 1993 года Goethes Erben проводит шесть концертов в расширенном составе. К работе по переработке музыки коллектива подключается музыкальный теоретик и продюсер, доктор Владимир Иванов. Который вводит новые инструменты и расширяет звучание дополнительных инструментов. Кроме того, в дополнение к двум скрипкам, виолончели, сопрано, живым ударным и клавишам, в шоу впервые появились танцевальные элементы. Запись одного из концертов этого тура была выпущена на диске под названием «Leben im Niemansland» в ноябре 1993 года.
В феврале 1994 года выходит третий студийный альбом группы «Tote Augen sehen Leben». В августе 1994 года, первые две демонстрационные записи были переизданы на компакт-диске под названием «1. Kapitel». Несмотря на отсутствие какой бы то ни было рекламы, этот альбом разошёлся не меньшим тиражом, чем «Tote Augen sehen Leben». С октября по декабрь 1994 года Goethes Erben с головой уходят в студийную работу. Сначала они пишут мини-альбом на «Etage Studio», а затем — «синий альбом» на «Quator Studio» в Мюнхене, с участием Владимира Иванова.
В январе 1995 года выходит мини-альбом «Der Die Das», которым Goethes Erben открывают новую главу в своей истории. А в апреле 1995 года группа выпустила четвёртый студийный безымянный ярко-синий альбом, чем сильно удивила поклонников и прессу. В этом альбоме группа раскрывается с новой, авангардной стороны, которую сопровождала экстравагантная концертная презентация. Этот альбом закрепляет за Goethes Erben репутацию экспериментальной группы, а также благодаря выходу этого альбома был сделан шаг к созданию музыкального театра.
В марте 1996 года Goethes Erben даёт несколько концертов с новой программой, которая легла в основу пятого студийного альбома «Schach ist nicht das Leben». Для этого альбома группа пригласила живую ритм-секцию (басиста и ударника). Другими приглашенными музыкантами стали Харальд Линдеманн (виолончель) и Сюзанна Рейнхардт (скрипка). Помимо этого концертного тура Goethes Erben сумели записать концертный мини-альбом «Live im Planetarium». В сентябре 1996 года Goethes Erben впервые работали вместе с танцевальной группой «Ombra Ballare» для благотворительного концерта в Плауен.
В сентябре 1996 Goethes Erben начинают записывать «Schach ist nicht das Leben» — самый большой и экстравагантный свой проект. Диск увидел свет в марте 1997 года, в этом же месяце прошла его концертная презентация. Этот альбом вошёл в немецкий хит-парад. Освальд Хенке начал работать над следующим проектом — «Kondition: Macht!». Для работы над этим проектом снова приглашается «Ombra Ballare». Вторым вокалистом приглашен Зигрид Байеркенлейн. Впервые каждый музыкант, каждый танцор и, конечно, актёры получили определённые роли, которые были разработаны Освальдом Хенке, написавшим сценарий, и также задействованные в некоторых сценах элементы танца и оптические эффекты были задуманы им с самого начала. Изначально постановка готовилась для небольшого Берлинского театра BKA, но затем музыкантам пришлось перебраться в более вместительную Humboldt Room театра Urania из-за слишком большого количества желающих увидеть презентацию. Мировая премьера состоялась 10 апреля 1998 года при полном аншлаге. Все четыре представления были записаны для создания базиса для выпуска будущего альбома «Kondition: Macht!». Трой покидает группу из-за проблем со слухом по окончании этих выступлений.
Весной-летом 1998 года Освальд Хенке начинает работу по выпуску альбома, вышедшего впоследствии в двух версиях. Первая версия «Kondition: Macht! — Das Musiktheaterstuck» была выпущена в августе 1998 года как двойной альбом с тиражом в 2000 копий. В эту версию было включено все представление: все песни, диалоги, монологи, звуковые коллажи и инструментальные фрагменты. Прилагающийся буклет содержал всю лирику и несколько концертных фотографий с мировой премьеры в Берлине. Эта версия не содержала никаких дополнительных записей — это было полностью записанное представление 12 апреля 1998 года. Второй альбом «Marionetten», который был выпущен как миньон, увидел свет чуть позже. Вторая версия «Kondition: Macht» была выпущена в феврале 1999 года. На этом альбоме некоторые песни были частично или полностью переработаны.
В апреле 1999 года Goethes Erben празднует своё десятилетие и проводит трёхнедельный концертный тур по Германии, Франции, Бельгии, Голландии и Швейцарии. Выбирая песни для исполнения в этом туре, группа обратилась за помощью к фанам, и пять самых популярных вещей были исполнены наряду с большим количеством других, старых и новых, покрывающих десятилетнюю историю группы. Специально для этого тура был выпущен box set из трёх дисков: «Kondition: Macht!», «Gewaltberechtigt?» (переиздание синглов «Die Brut» и «Sitz Der Gnade») и «Rucckehr ins Niemansland».
В 2000 году группа тиражом 500 экземпляров выпускает три коллекционные пластинки с фрагментами своих концертов в период с 1992 по 1999 годы. В настоящее время группа выпустила сингл «Der Eissturm» и активно концертирует.
Примерно в середине 90-х годов участники Goethes Erben основали собственные соло-проекты (Erblast — Освальд Хенке, Still Silent — Минди Кумбалек). К настоящему времени Still Silent прекратил своё существование по причине активной занятости Минди в Goethes Erben, а также в Care Company в качестве дополнительного музыканта. Erblast в 2002 году выпустил альбом «Drittgeschlecht» и мини-альбом «An Einem Tag».

## Участники
- Освальд Хенке;
- Минди Кумбалек.

### Бывшие участники
- Питер Сайпт;
- Конни Р.;
- Владимир Иванов;
- Харальд Линдеманн;
- Сюзанна Рейнхардт;
- Зигрид Байеркенлейн;
- Сюзанна Кнапп;
- Трой.

## Дискография
- 2018: Am Abgrund
- 2010: Zeitlupe (Best-Of-Compilation)
- 2006: Traumaspiele (DVD)
- 2004: Blau Rebell & Gewinn für die Vergangenheit (DVD)
- 2004 Nichts bleibt wie es war (Россия)
- 2003 Iphigenies Tagebuch (Мексика)

Немецкие релизы:
- 2003 Leibhaftig
- 2002 Double-DVD Was war bleibt
- 2002 DVD Auf der Suche nach dem Glasgarten
- 2001 CD Nichts bleibt wie es war
- 2001 CD-Single Glasgarten
- 2001 CD-Single Glasgarten (limited edition digipack)
- 2001 CD-Single Der Eissturm
- 2000 Picture-LP Gewalttдtige Gedanken
- 2000 Picture-LP Kцniglich & doch rebellisch
- 2000 Picture-LP Bitters? & Schmerzvoll
- 1999 3-CD Box Goethes Erben — 10 Jahre Goethes Erben
- 1998 CD Kondition: Macht!
- 1998 CD + Book Das Musiktheaterstьck
- 1998 CD-Single Marionetten
- 1998 CD Tote Augen sehen Leben (re-release/new edition 1998)
- 1998 CD Der Traum an die Erinnerung (re-release/new edition 1998)
- 1998 CD Das Sterben ist дsthetisch bunt (re-release/new edition 1998)
- 1997 CD-Single Sitz der Gnade
- 1997 CD Schach ist nicht das Leben
- 1996 CD-Bootleg Live im Planetarium
- 1995 CD Goethes Erben
- 1995 EP Der Die Das
- 1994 CD 1. Kapitel
- 1994 CD Tote Augen sehen Leben
- 1993 CD Leben im Niemandsland
- 1993 EP Die Brut
- 1992 CD Der Traum an die Erinnerung
- 1992 CD Das Sterben ist дsthetisch bunt
- 1991 MC Das schwarze Wesen
- 1991 MC Live — Festival d’Etage
- 1990 MC Der Spiegel, dessen Weg durch stumme Zeugen zum Ende fьhrt
- 1990 MC Live